# Panasonic Corporation
Panasonic Corporation (japonsky: パナソニック株式会社, Panasonic Kabušiki-gaiša) je japonská firma, vyrábějící elektroniku. Byla založena roku 1918 panem Konsosuke Matsushitou. Sídlo má ve městě Kadoma v prefektuře Ósaka. Své produkty prodává pod několika značkami, například Panasonic a Technics.

## Prodávané značky
- Panasonic
- National
- Nais
- Quasar
- Technics
- Ramsa
- Rasonic